# 八月 (歌曲)
八月是美國創作歌手泰勒絲的一首歌曲，收錄於其第8張錄音室專輯《美麗傳說》中。這首歌由斯威夫特和杰克·安东诺夫共同創作和製作，並由喬·歐文額外製作。這是一首夢幻流行民謠，帶有吉他、弦樂器、人聲混響和轉調。專輯曲目《羊毛衫》和《貝蒂》與這首歌構成了一個虛構的三角戀，涉及三個角色：貝蒂、詹姆斯、和一位不願透露姓名的女性。這首歌是從後者的角度寫的，描繪了她對於與拋棄了她並與貝蒂和解的詹姆士的出軌夏日戀情感到的悲傷。
評論家稱讚這首歌的器樂譜寫和歌詞，其中一些人將其選為《美麗傳說》的一大亮點。在美國，《八月》在美國 告示牌百强单曲榜排名第23位，在告示牌熱門搖滾與另類歌曲榜排名第5位。這首歌進入了澳大利亞、加拿大、馬來西亞和新加坡的單曲榜前 20 名。 在 2021 年 3 月 14 日的第63屆格萊美獎上，斯威夫特將其作為 混合曲 的一部分與《羊毛衫》和《柳》一起表演。

## 背景及製作
泰勒絲和製作人傑克·安多夫曾為泰勒絲之前的錄音室專輯《1989》、《舉世盛名》和《情人》創作和製作歌曲。 他們再次合作製作了美麗傳說，斯威夫特在 2020 年 2019冠状病毒病疫情期間無預警地發布了美麗傳說。 美麗傳說於 2020 年 7 月 24 日通過聯眾唱片發行。 斯威夫特創作或合寫了專輯中的所有歌曲，安东诺夫製作了六首，包括《八月》。 與美麗傳說的其他曲目一樣，斯威夫特根據虛構的故事和想像中的故事情節和人物創作了《八月》。

## 詞曲
斯威夫特創作了《八月》作為三首探索了詹姆斯、貝蒂和一位不願透露姓名的女性之間的三角戀的美麗傳說歌曲（連同《羊毛衫》和《貝蒂》）的一部分。 這是三首歌中，斯威夫特寫的的第一首歌。 根據斯威夫特的說法，她想探索一個處於不明確的關係中的女孩的想法：歌詞是《八月》的觀點，她愛上了已經和別人有關係的詹姆斯。  這首歌的靈感來自斯威夫特所說的「陽光普照的八月，像一瓶酒一樣溜走」的形象。  在整首歌中，夏末的意像很普遍：「你的背在陽光下/希望我能在上面寫下我的名字。」 《八月》背景設定在空氣充斥著鹽分的郊區，捕捉了一個在夏天經歷單戀的少女的感受。她天真地以為自己戀愛了，思索著自己的夏日戀情：「八月像一瓶酒一樣溜走了/因為你從來都不是我的。」
雖然《羊毛衫》和《貝蒂》的敘述者被明確命名，但《八月》的敘述者從未被提及，Vulture的內特·瓊斯認為這是她「在情人生活中相對不重要」的一個亮點。斯威夫特表示，她沒有確定《八月》的主角的名字，在腦海中稱她為奧古斯塔或奧古斯丁。隨著夏季戀情的進展，故事被描繪成不自信和缺乏經驗，回憶起她「取消所有計畫，只因為你可能會打電話來」的時光。 雖然她知道她和詹姆士永遠不會成為情侶，但她告訴自己，「為了對這一切的希望而活著」就足夠了。 她試圖和詹姆士一起逃跑：「還記得當我停下車叫你上車，然後取消所有計畫，只因為你可能會打電話來嗎？」最後，當夏天結束時，戀情也結束了，敘述者留下了一個啟示：「你不是我所擁有可以失去的東西」 斯威夫特解釋說，在這段夏日戀情之後，詹姆士和貝蒂後來重歸於好，而《八月》的主角則為了她認為是愛情的夏日戀曲而悲傷。
與美麗傳說的總體民謠相比，《八月》展示了更流行的製作。美麗傳說的製作人亞倫·德斯納將其描述為專輯中「最接近流行歌曲的曲目」。 在音樂上，《八月》是一首陰沉的夢幻流行民謠，融合了受1990年代影響的吉他、人聲混響和轉調。

## 商業成績
在美國，《美麗傳說》發行後，《八月》在 2020 年 8 月 8 日的告示牌百强单曲榜上排名第 23。它在排行榜上停留了兩週。  這首歌同時空降告示牌熱門搖滾與另類歌曲榜排名第五 ，並停留了 20 週。《八月》也進入馬來西亞（11） 、新加坡（12）、澳大利亞（13）和加拿大（16）的單曲榜前20名。

## 現場表演
在 2021 年 3 月 14 日舉行的第63屆格萊美獎上，斯威夫特將其作為 混合曲 的一部分與《羊毛衫》和《柳》一起表演，後者取自她的專輯恆久傳說。 演出由美麗傳說製作人杰克·安东诺夫和亞倫·德斯納陪同，這是三人首次一起演出。她從《羊毛衫》開始，在小屋頂上唱歌，然後在小屋內用吉他演奏《八月》，伴隨著安东诺夫和德斯納的樂器。然後，三人走出小屋，演奏了最後一首歌曲《柳》。

## 製作人員
資料來源：Tidal
- 泰勒·斯威夫特 – 聲樂、詞曲作家、製作人
- 杰克·安东诺夫 – 製作人、詞曲作家、音樂錄製、鼓機、打擊樂器、編程、電吉他、原聲吉他
- 喬·歐文 – 製作人
- Evan Smith – 薩氏管、笛、電吉他、鍵盤
- Bobby Hawk – 弦樂器
- Laura Sisk – 音樂錄製
- Mike Williams – 弦樂錄製
- Jon Gautier – 弦樂錄製
- Jonathan Low – 混音師、合成器貝斯、合成器貝斯錄製
- Randy Merrill – 母帶製作

## 榜單成績
| 榜單（2020—2021年）                  | 最高排名 |
| ------------------------------------ | -------- |
| 澳大利亚（澳大利亚唱片业协会單曲榜） | 13       |
| 加拿大（Canadian Hot 100）           | 19       |
| 馬來西亞（馬來西亞唱片業協會單曲榜） | 11       |
| 葡萄牙（葡萄牙唱片業協會单曲榜）     | 94       |
| 新加坡（新加坡唱片工业协会）         | 12       |
| 瑞典（瑞典最熱榜）                   | 9        |
| 英國（官方榜单公司串流榜）           | 29       |
| 美国（《告示牌》百大單曲榜）         | 23       |
| 美國（《告示牌》Hot Rock Songs）     | 5        |
| 美國（《滾石》百大單曲榜）           | 8        |

| 榜单（2022—2024年）                       | 最高排名 |
| ----------------------------------------- | -------- |
| 全球（Billboard Global 200）              | 46       |
| 希腊（国际唱片业协会希腊分会国际榜）      | 76       |
| 印尼（《告示牌》Indonesia Songs）         | 17       |
| 愛爾蘭（愛爾蘭唱片音樂協會单曲榜）        | 38       |
| 馬來西亞（《告示牌》Malaysia Songs）      | 14       |
| 菲律宾（《告示牌》Philippines Songs）     | 7        |
| 菲律宾（Philippines Hot 100）             | 46       |
| 葡萄牙（葡萄牙唱片业协会单曲榜）          | 171      |
| 英國（官方榜单公司單曲榜）                | 78       |
| 美國（《告示牌》Billboard Digital Songs） | 48       |
| 美国（《告示牌》Streaming Songs）         | 47       |
| 越南（Vietnam Hot 100）                   | 85       |

| 榜單（2020年）                         | 排名 |
| -------------------------------------- | ---- |
| 美國（《告示牌》熱門搖滾與另類歌曲榜） | 24   |

## 銷量認證
| 地區                                 | 认证    | 认证单位/销量 |
| ------------------------------------ | ------- | ------------- |
| 澳大利亚（澳大利亚唱片业协会）       | 4× 白金 | 280,000‡      |
| 巴西（巴西唱片業協會）               | 2× 白金 | 80,000‡       |
| 丹麦（國際唱片業協會丹麥分會）       | 金      | 45,000‡       |
| 意大利（意大利音乐产业联盟）         | 金      | 50,000‡       |
| 新西兰（新西兰唱片音乐协会）         | 2× 白金 | 60,000‡       |
| 波兰（波蘭音像製造商協會）           | 白金    | 50,000‡       |
| 葡萄牙（葡萄牙唱片業協會）           | 金      | 5,000‡        |
| 西班牙（西班牙音樂製作協會）         | 白金    | 60,000‡       |
| 英国（英国唱片业协会）               | 白金    | 600,000‡      |
| 串流媒體                             |         |               |
| 希腊（國際唱片業協會希臘分會）       | 金      | 1,000,000†    |
| ‡僅含認證的+實際銷量 †僅含認證的銷量 |         |               |

## 備註
1. ↑  《八月》並未獨立發行，而是作為專輯美麗傳說的一部分於 2020 年 7 月 24 日發行。